# Noises Off (pel·lícula)
Noises Off és una pel·lícula de comèdia estatunidenca de 1992 dirigida per Peter Bogdanovich, amb un guió de Marty Kaplan basat en l'obra de teatre homònima de 1982 de Michael Frayn. El seu repartiment inclou Michael Caine, Carol Burnett, Christopher Reeve, John Ritter, Marilu Henner, Nicollette Sheridan, Julie Hagerty i Mark Linn-Baker, a més de presentar l'última actuació de Denholm Elliott, que va morir l'octubre d'aquell any.

## Argument
La pel·lícula segueix l'assaig i actuació d'una terrible farsa anomenada Nothing On, un exitós programa britànic que es prepara per al seu debut nord-americà a Des Moines, Iowa, amb una tropa teatral de segona categoria dirigida a Broadway sota la direcció de Lloyd Fellowes. Entre els membres del repartiment hi ha l'estrella desapareguda Dotty Otley, Garry Lejeune, temperat i malhumorat, Frederick Dallas, l'artista insegur, la protagonista Brooke Ashton, la bulliciosa Belinda Blair i l'actor de personatges alcohòlic Selsdon Mowbray. Tim Allgood i Poppy Taylor treballen frenèticament entre bastidors.
La pel·lícula s'obre amb l'assaig general final abans de la nit d'estrena, amb un conjunt inacabat i el repartiment encara oblidant les línies, les pistes que falten i el mal maneig dels accessoris. Fellowes es veu reduït a enganyar-los, cridar-los i suplicar-los que facin les coses bé. Complicant les coses són els problemes personals i les relacions entre bastidors del repartiment i l'equip, que estan bullint sota la superfície durant l'assaig, però esclaten a la intempèrie mentre l'obra s'obre camí per tot el país en camí cap a Nova York.
Després de l'assaig, la pel·lícula continua mostrant dues representacions de l'obra, una matinal a Florida en la qual el repartiment en feu amb prou feines aconsegueix acabar el primer acte, i una altra a Cleveland, que ràpidament degenera en un caos i anarquia complets, ja que cap del repartiment és capaç o disposat a actuar professionalment. Tanmateix, contra tot pronòstic, aconsegueixen resoldre les seves diferències personals i unir-se per al debut a Broadway, i l'espectacle es converteix en un gran èxit.

## Repartiment
- Michael Caine com a Lloyd Fellowes
- Carol Burnett com a Dotty Otley / Mrs. Clackett
- Denholm Elliott com Selsdon Mowbray / The Burglar
- John Ritter com a Garry Lejeune / Roger Tramplemain
- Christopher Reeve com Frederick Dallas / Philip Brent
- Nicollette Sheridan com Brooke Ashton / Vicki
- Marilu Henner com a Belinda Blair / Flavia Brent
- Julie Hagerty com a Poppy Taylor
- Mark Linn-Baker com a Tim Allgood

## Producció
Segons el dramaturg original Michael Frayn, diversos productors britànics li van demanar que adaptés l'obra teatral a un guió abans que l'obra s'estrenés a Nova York. "Tenia moltes ganes de fer-ho", va dir, "però no veia cap manera de fer-ho. De fet, la pel·lícula (de Bogdanovich) és pràcticament la mateixa que l'obra, amb una nova part al final i al final. el principi. L'ha rodat amb gran valentia. No ho sé si a la gent li agradarà o no, però s'ho ha passat molt bé."
Frayn va dir que va suggerir que es canviessin els personatges per americans. "Seria més fàcil, vaig sentir, per a un productor nord-americà muntar-ho amb el repartiment nord-americà, i seria millor que les seves lluites amb els accents i l'estil britànics formessin part de l'acció. Aquesta política em sembla que ha donat els seus fruits. bellament: la pel·lícula està perfectament repartida, amb actors còmics força superlatius."
Bodganovich va oferir originalment el paper interpretat per Carol Burnett a Audrey Hepburn. Annie Potts havia de ser a la pel·lícula, però va tenir un accident de cotxe i va haver de ser substituïda per Marilu Henner. El rodatge va començar el maig de 1991.
Bogdanovich va dir que la seva "intenció era fer que el públic fes una mena de passeig i no s'aturés. Algú va escriure una vegada un llibre sobre pel·lícules mudes anomenat Spellbound in Darkness. M'agrada aquesta frase. Aquest és l'objectiu. Quan les pel·lícules estan al seu abast. millor, són fascinants. Són com un somni. Orson Welles els va anomenar "una cinta de somnis". I crec que això és més acurat. Si pots aconseguir que tothom tingui la teva longitud d'ona o el teu somni, és una sensació meravellosa."
De manera retrospectiva, Bogdanovich va dir: "Vaig mantenir un perfil més baix en aquesta pel·lícula perquè no volia que la gent escrivia sobre mi i la meva carrera. No volia que res em distregués d'aquesta pel·lícula." No obstant això, va afegir que la pel·lícula era un projecte personal per a ell. "Texasville tracta sobre certs aspectes de la meva vida", va dir. "Però aquests personatges són realment els personatges de Larry. I sento empatia, simpatia i interès per ells com a éssers humans. Però crec que conec millor la gent de Noises Off. Hi ha més gent amb qui tinc bona relació: els actors i els personatges que interpreten. Són persones amb qui he crescut. He estat al món de l'espectacle des dels 15 anys i m'agraden molt els actors. M'agraden la gent de l'espectacle. "

## Llançament
"M'ha agradat la pel·lícula", va dir Frayn. "No vaig poder veure per endavant com una confecció tan intrínsecament teatral es podia fer funcionar al cinema, però crec que Bogdanovich ho ha aconseguit." Tanmateix, Frayn no estava content amb el final feliç de la pel·lícula i va dir que els cineastes insistien que "Nothing On" havia de ser un èxit. "Vaig oferir una dotzena d'extrapolacions cinematogràfiques del desastre final", va dir Frayn, i va afegir que Bogdanovich "va argumentar de manera contundent i intel·ligent. L'obra havia acabat feliçment al teatre, va suggerir, quan els actors reals van sortir tots somrients. De nou, en una pel·lícula el públic empatitza molt més amb els personatges. La gent se sentia enganyada si no sabia què els passava com a individus, i formava part de l'estètica de l'entreteniment del cinema popular que les coses acabessin bé."

### Taquilla
La pel·lícula no va ser un èxit de taquilla, ja que va guanyar menys d'1 milió de dòlars a la seva primera setmana.

### Recepció crítica
La pel·lícula va rebre crítiques diverses de la crítica. A la seva ressenya a The New York Times, Vincent Canby va assenyalar: "Hi ha una sèrie de rialles forts escampades arreu... aquesta adaptació pel·lícula desconcertant" i va afegir, "Noises Off és una peça escènica pràcticament perfecta, construïda amb tanta delicadesa que qualsevol ajustament oportunista la pot destruir, que és el que passa aquí... Potser ni tan sols serà culpa del Sr. Bogdanovich. No ha obert l'obra de cap manera estúpida. Fins i tot hi ha moments en què la càmera capta amb èxit el tempo de l'acció boja sense deixar-se aclaparar per ella. Però massa sovint l'acció i el diàleg s'entenen de manera tan difusa que es perden les rialles. El problema de la pel·lícula és més bàsic: l'intent d'americanitzar una bona farsa anglesa sobre l'estancament provincial. No es pot fer."
Rita Kempley de The Washington Post va observar: "Sembla que tots els intèrprets estan gaudint d'aquest enviament, però sempre som conscients que és un vehicle més adequat per a l'escenari."
A The New Yorker, Michael Sragow va dir: "La majoria de vegades, Bogdanovich s'adhereix a l'obra de Frayn alegrement lligada al prosceni sense fer que funcioni per a la pel·lícula. El resultat és aproximadament equivalent al pan and scan versió televisiva d'un espectacle de pantalla ampla. Bogdanovich ha seleccionat actors que voleu veure... en una producció que cada cop és més impossible de veure."
En la seva ressenya del llançament del vídeo, Lawrence O'Toole de Entertainment Weekly va dir: "Res és tan assassí en una farsa com una pel·lícula. La seva mecànica pot funcionar molt bé des de la distància de l'escenari... .. però la proximitat de la pantalla d'inici assenyala tots els defectes de l'adaptació inútil de Peter Bogdanovich: visuals anorèctics, actuacions inflades, temps ampli i direcció sovint avorrida. Els membres del repartiment. . . actuen tots, però és esgotador veure com els actorsho intenten."
Time Out London diu que la pel·lícula "sens dubte té els seus moments, però encara decebrà els que es van riure tontament de l'original."
Channel 4 assenyala: "La farsa frenètica de Frayn sempre seria un acte difícil de dur a terme a la gran pantalla, però Bogdanovich i un repartiment entusiasta fan tot el possible per mantenir el caos i l'impuls. Els que recorden l'original. Els èxits teatrals es veuran decebuts per la manca d'immediatesa i la sensació ocasional de l'artifici, però això és perfectament útil."
Siskel & Ebert va donar dos polzes avall a la pel·lícula.
Noises Off té una puntuació del 61% a Rotten Tomatoes basat en vint-i-tres ressenyes.